# Chèo chẹo nhỏ
Hierococcyx fugax là một loài chim trong họ Cuculidae.